# Nicola Riganti
Nicola Riganti (Molfetta, 24 de março de 1744 - Roma, 31 de agosto de 1822) foi um cardeal italiano.

## Biografia
Nasceu em Molfetta em 24 de março de 1744. Filho de Michele Riganti. Sobrinho de Mons. Giambattista Riganti.
Ele foi para Roma para continuar seus estudos de direito e frequentou o Collegio dei Protonotari Apostolici (doutorado in utroque iuris , direito canônico e civil, 15 de fevereiro de 1767).
Referendário do Tribunal da Assinatura Apostólica, fevereiro de 1767.
Ordenado em 14 de agosto de 1768. Relator da SC de Bom Governo, janeiro de 1770. Participou da promulgação do decreto de supressão da Companhia de Jesus, encarregando-se da ocupação do Collegio Grieco , agosto de 1773. Auditor civil geral da Câmara Apostólica, setembro de 1773. Auditor do Tribunal da Assinatura Apostólica, janeiro de 1783. Primeiro tenente do auditor geral da Câmara Apostólica, fevereiro de 1785. Vice-auditor de Sua Santidade. Secretário da Sagrada Consulta .
Criado cardeal sacerdote no consistório de 8 de março de 1816; recebeu o chapéu vermelho em 11 de março de 1816; e o título de Ss. Marcellino e Pietro, 29 de abril de 1816.
Eleito bispo de Ancona e Umana, em 8 de março de 1816. Consagrado em 21 de março de 1816, na capela privada do papa, em Roma, pelo Papa Pio VII, auxiliado por Francesco Bertazzoli, arcebispo titular de Edessa, e por Giuseppe Bartolomeo Menocchio, bispo titular de Porfireone, sacristão papal; na mesma cerimônia foi consagrado o cardeal Antonio Lamberto Rusconi, bispo de Imola.
Morreu em Roma em 31 de agosto de 1822. Exposto na igreja de S. Maria sopra Minerva, Roma, onde se realizou o funeral, e sepultado nessa mesma igreja.